# 寿楽寺
寿楽寺(じゅらくじ)は岐阜県飛騨市古川町にある曹洞宗の寺院。山号は南光山。本尊は鎌倉時代作の薬師如来で中部四十九薬師霊場38番札所。また、如意輪観音が奉祀されており、飛騨三十三観音霊場13番札所となっている。

## 由緒
古川町杉崎にあった宮谷寺の塔頭であったと伝わり、応永5年(1399年)の祈祷札にその名がみえる。飛騨国の支配者であった金森可重の母が慶長5年(1600年)に関ヶ原の戦いの東軍の戦勝祈願を行って験があったため堂宇を整備した。その縁があって金森家の位牌所の一つとなっている。元禄2年(1689年)、素玄寺8世の古林道宣が現在地に移して再興している。
本堂は宝暦5年(1756年)、観音堂は明治12年(1879年)、鐘楼は昭和59年(1984年)のものである。寺宝として平安時代の大般若経を所蔵しており、岐阜県指定の文化財となっている。